# Заволжский район (Костромская губерния)
Заволжский район — административно-территориальная единица в составе Костромской губернии и Ивановской Промышленной области РСФСР, существовавшая в 1928—1932 годах.
Заволжский район образован в 1928 году в ходе районирования Костромской губернии. В его состав вошла территория бывших Коряковской и Левашовской волостей Костромского уезда.
В 1929 году с ликвидацией Костромской губернии Заволжский район вошёл в состав Костромского округа Ивановской Промышленной области. В том же году территория района была увеличена за счёт присоединения к нему бывшей Ильинской волости (без Чернопенского с/с, который был включён в Заволжский район годом позже).
В 1930 году из Заволжского района в подчинение Костроме были переданы Малышковский, Селищенский и Середняковский с/с.
1 января 1932 года Постановлением Президиума ВЦИК были ликвидированы следующие районы Ивановской промышленной области: Заволжский, Ивановский, Костромской, Рыбинский, Ставровский, Судейский, Ярославский.
Сельсоветы Заволжского района распределены следующим образом: а) Ивакинский, Каримовский, Коряковский, Колышковский, Обломихинский и Середневский присоединить к гор. Костроме; б) Бакшеевский, Большесольский, Борщинский, Дубенковский, Куликовский, Лапинский, Левашевский, Любовниковский, Малосольский, Суворовский и Чернозаводский к Боровскому району; в) Чернопенский - к Красносельскому району и г) Авдотинский, Космынинский, Орешковский, Татьянинский и Челнаповский - к Нерехтскому району;.